# 裸花草属
裸花草属（学名：Achlys）是小檗科下的一个属，为多年生草本植物。该属共有2种，分布于日本至北美。

## 下属物种
本属包括以下物种：
- 加州裸花草 Achlys californica Fukuda & Baker
- 日本裸花草 Achlys japonica Maxim.
- Achlys triphylla (Sm.) DC.